# 灌州
灌州，五代十国时设置的州。
前蜀置，治所在灌口镇，即今四川省都江堰市。辖境相当今四川省都江堰市地。属成都路。北宋乾德四年（966年）改为永安军。太平兴国三年（978年）改为永康军。后废为灌口寨。元朝初复改永康军置，治所不改。明朝洪武十年（1377年）降为灌县。